# Рафард
Рафард (порт. Rafard)  —  муниципалитет в Бразилии, входит в штат Сан-Паулу. Составная часть мезорегиона Пирасикаба. Входит в экономико-статистический  микрорегион Пирасикаба. Население составляет 8191 человек на 2006 год. Занимает площадь 132,471 км². Плотность населения — 61,8 чел./км².

## Статистика
- Валовой внутренний продукт на 2003 составляет 122.570.577,00 реалов (данные: Бразильский институт географии и статистики).
- Валовой внутренний продукт на душу населения на 2003 составляет 14.822,90 реалов (данные: Бразильский институт географии и статистики).
- Индекс развития человеческого потенциала на 2000 составляет 0,803 (данные: Программа развития ООН).